# Good Hope (Ohio)
Good Hope es un lugar designado por el censo ubicado en el condado de Fayette en el estado estadounidense de Ohio. En el Censo de 2010 tenía una población de 234 habitantes y una densidad poblacional de 119,98 personas por km².

## Geografía
Good Hope se encuentra ubicado en las coordenadas 39°26′48″N 83°21′34″O / 39.44667, -83.35944. Según la Oficina del Censo de los Estados Unidos, Good Hope tiene una superficie total de 1,95 km², correspondientes a tierra firme.

## Demografía
Según el censo de 2010, había 234 personas residiendo en Good Hope. La densidad de población era de 119,98 hab./km². De los 234 habitantes, Good Hope estaba compuesto por el 98,29% de blancos, el 0,85% de afroamericanos y el 0,43% eran de otras razas. Otro 0,43% pertenecían a dos o más razas. Del total de la población el 0,43% eran hispanos o latinos de cualquier raza.